# Antodice neivai
Antodice neivai là một loài bọ cánh cứng trong họ Cerambycidae.